# Ktezij
Ktezij (grško: Κτησίας) je bil grški zdravnik in zgodovinar iz 5. stoletja pr. n. št., ki se je rodil v Knidosu v pokrajini Kariji (Anatolija).. Kot zdravnik je delal v službi perzijskega velikega kralja Artakserksa II., ki ga je spremljal na njegovem pohodu proti upornemu bratu Kiru Mlajšemu. Ktezij je pisal o Perzijskem cesarstvu in Asiriji v svojem delu Persica, ki obsega 23 knjig. Napisal je tudi delo Indica o starodavni Indiji, za katerega predpostavljajo, da temelji na perzijskih kraljevih arhivih. Glede na to, da je živel na perzijskem kraljevskem dvoru, njegova dela predstavljajo najobjektivnejši pogled na zgodovino stare Perzije in so zato pogosto nasprotna od Herodotove zbirke Zgodovina.

## Persica
Prvih šest knjig govori o zgodovini Asirije in Babilonije do nastanka Ahemenidskega cesarstva, ostalih 17 knjig pa se navezuje na perzijsko zgodovino do leta 398 pr. n. št.. Danes obstaja samo skrajšana verzija njegovih del, ki so jih prepisovali Fotij I., Athenaeus, Nikolaj iz Damaska, Plutarh ter posebno Diodor Sicilski, katerega druga knjiga skoraj v celoti temelji na Ktezijevih delih. Persica je izzvala številne polemike v antični in moderni dobi, glede na to kako pogosto je nasprotovala (pristranskim) grškim virom. Starodavni zgodovinarji so cenili obširnost dela in ga pogosto uporabljali, da so diskreditirali Herodota, istočasno pa so trdili, da njegova dela o asirski dobi ne temeljijo na zapisih v klinopisu. Asirski satirik Lucijan iz 2. stoletja pa je kritiziral tudi Herodota in Ktezija.

## Indica
Ktezijeva dela o Indiji temeljijo na perzijskem pogledu, zato Indica opisuje pasjelike in enonoge ljudi, grifone, enoroge ter številna druga mitološka bitja. Od tega dela so ohranjeni le fragmenti, oziroma skrajšani prepisi kasnejših avtorjev.